# Río Jorquera
El río Jorquera es un curso natural de agua de la cuenca del río Copiapó, en la Región de Atacama.

## Trayecto
Nace en la precordillera de los Andes den la confluencia del Río Turbio, que viene del este, y del río Figueroa, que viene del norte.  y en su confluencia con el río Pulido forma el río Copiapó.

## Caudal y régimen
El Jorquera tiene un régimen mixto nivo-pluvial.: 18 

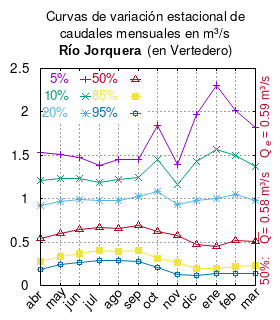
Curvas de variación estacional del río Jorquera en Vertedero (o aguas arriba de la confluencia con el Pulido).

El caudal del río (en un lugar fijo) varía en el tiempo, por lo que existen varias formas de representarlo. Una de ellas son las curvas de variación estacional que, tras largos periodos de mediciones, predicen estadísticamente el caudal mínimo que lleva el río con una probabilidad dada, llamada probabilidad de excedencia. La curva de color rojo ocre (con {\displaystyle {\color {Red}\vartriangle }}) muestra los caudales mensuales con probabilidad de excedencia de un 50%. Esto quiere decir que ese mes se han medido igual cantidad de caudales mayores que caudales menores a esa cantidad. Eso es la mediana (estadística), que se denota Qe, de la serie de caudales de ese mes. La media (estadística) es el promedio matemático de los caudales de ese mes y se denota {\displaystyle {\overline {Q}}}. 
Una vez calculados para cada mes, ambos valores son calculados para todo el año y pueden ser leídos en la columna vertical al lado derecho del diagrama. El significado de la probabilidad de excedencia del 5% es que, estadísticamente, el caudal es mayor solo una vez cada 20 años, el de 10% una vez cada 10 años, el de 20% una vez cada 5 años, el de 85% quince veces cada 16 años y la de 95% diecisiete veces cada 18 años. Dicho de otra forma, el 5% es el caudal de años extremadamente lluviosos, el 95% es el caudal de años extremadamente secos. De la estación de las crecidas puede deducirse si el caudal depende de las lluvias (mayo-julio) o del derretimiento de las nieves (septiembre-enero).

## Historia
Francisco Astaburuaga escribió en 1899 en su obra póstuma Diccionario geográfico de la República de Chile sobre el río:
Jorquera.-—Riachuelo del interior de los Andes en el departamento de Copiapó. Procede del lado occidental de un paso ó boquete de los Andes, llamado Come Caballos, cuya cumbre de 4,188 metros de altitud, se halla por los 27º 34' Lat. y 69º 18' Lon., y al que se sube por el abra del mismo riachuelo. Recibe en su parte superior las cortas corrientes de agua de Cachitos, Monardes, Turbio, y con su corto caudal se dirige, estrechado entre la sierra, hacia el SO. á reunirse después de pocos kilómetros de curso con el Pulido y Manflas y formar el río Copiapó.